# Jonathan Ericsson
Jonathan Ericsson, född 2 mars 1984 i Karlskrona, är en svensk professionell ishockeyspelare som senast spelade för Detroit Red Wings i NHL. Hans moderklubb är HC Vita Hästen och han har tidigare spelat i Huddinge IK, Södertälje SK och Almtuna IS innan han i mitten av 2006 värvades av Detroit Red Wings organisation. Säsongen 2006–07 spelade för Red Wings farmarlag Grand Rapids Griffins i AHL.  

## Karriär
Jonathan Ericssons far Sven Eriksson var en aktiv ishockeyspelare på 1970- och 80-talet. Ericsson har två bröder: Jimmie Ericsson, som spelar i Skellefteå AIK, och Jesper Ericsson som spelar i FAIK Hockey. Ericsson valdes som 291:a och siste spelare i NHL-draften 2002 av Detroit Red Wings. Han började spela hockey i moderklubben HC Vita Hästen. Inför säsongen 2003–04 skrev han på ett tvåårskontrakt med elitserielaget Södertälje SK.
Under 2008 gjorde han NHL-debut och sitt första mål gjorde han i sin andra NHL-match.